# Polycentropus sinuosus
Polycentropus sinuosus är en nattsländeart som beskrevs av Douglas E. Kimmins 1962. Polycentropus sinuosus ingår i släktet Polycentropus och familjen fångstnätnattsländor. Inga underarter finns listade i Catalogue of Life.